# Temporadas ASP WCT
El World Championship Tour del ASP World Tour consta de eventos móviles y eventos fijos. Los eventos móviles pueden variar cada año o no, como los eventos en Gold Coast (Australia), Bells Beach (Australia), Tavarua (Fiyi), Chiba (Japón), South West Coast (Francia), Mundaca (España) y Florianópolis (Brasil). Los eventos fijos son los lugares más exóticos y piezas fundamentales del campeonato. Estos son Teahupoo (Tahití), Trestles (Estados Unidos), y Pipeline (Hawái).

## ASP WCT 2006
| Fecha                               | Lugar                         | País               | Evento                                                | Campeón        |
| ----------------------------------- | ----------------------------- | ------------------ | ----------------------------------------------------- | -------------- |
| 28 de febrero - 12 de marzo         | Gold Coast, Queensland        | Australia          | Quiksilver Pro Gold Coast                             | Kelly Slater   |
| 11 de abril - 21 de abril           | Bells Beach, Victoria         | Australia          | Rip Curl Pro Bells Beach                              | Kelly Slater   |
| 4 de mayo - 16 de mayo              | Teahupoo, Tahití              | Polinesia francesa | Billabong Pro Teahupoo                                | Bobby Martinez |
| 21 de mayo - 2 de junio             | Tavarua / Namotu,             | Fiyi               | Globe WCT Fiji                                        | Damien Hobgood |
| 20 de junio - 1 de julio            | La Jolla                      | México             | Rip Curl Search                                       | Andy Irons     |
| 12 de julio - 22 de julio           | Jeffreys Bay                  | Sudáfrica          | Billabong Pro South Africa                            | Mick Fanning   |
| 12 de septiembre - 16 de septiembre | Trestles, California          | Estados Unidos     | Boost Mobile Pro of Surf presented by Hurley          | Bede Durbidge  |
| 22 de septiembre - 1 de octubre     | Hossegor / Seignosse          | Francia            | Quiksilver Pro France                                 | Joel Parkinson |
| 2 de octubre - 14 de octubre        | Mundaca, España               | España             | Billabong Pro Mundaka                                 | Bobby Martinez |
| 30 de octubre - 8 de noviembre      | Florianópolis, Santa Catarina | Brasil             | Nova Schin Festival WCT Brasil presented by Billabong | Mick Fanning   |
| 8 de diciembre - 20 de diciembre    | Banzai Pipeline, Oahu, Hawái  | Estados Unidos     | Rip Curl Pipeline Masters Hawaii                      | Andy Irons     |

## ASP WCT 2007
| Fecha                              | Lugar                         | País               | Evento                           | Campeón        |
| ---------------------------------- | ----------------------------- | ------------------ | -------------------------------- | -------------- |
| 27 de febrero - 11 de marzo        | Snapper Rocks, Gold Coast     | Australia          | Quiksilver Pro Gold Coast        | Mick Fanning   |
| 3 de abril - 13 de abril           | Bells Beach, Victoria         | Australia          | Rip Curl Pro Bells Beach         | Taj Burrow     |
| 4 de mayo - 14 de mayo             | Teahupo'o, Tahití             | Polinesia francesa | Billabong Pro Teahupoo           | Damien Hobgood |
| 20 de junio - 1 de julio           | Arica, I Región de Tarapacá   | Chile              | Rip Curl Search                  | Andy Irons     |
| 11 de julio - 22 de julio          | Jeffreys Bay                  | Sudáfrica          | Billabong Pro South Africa       | Taj Burrow     |
| 9 de septiembre - 15 de septiembre | Trestles, California          | Estados Unidos     | Boost Mobile Pro Trestles        | Kelly Slater   |
| 22 de septiembre - 1 de octubre    | Hossegor / Seignosse          | Francia            | Quiksilver Pro France            | Mick Fanning   |
| 1 de octubre - 14 de octubre       | Mundaca, España               | España             | Billabong Pro Mundaka            | Bobby Martinez |
| 30 de octubre - 7 de noviembre     | Florianópolis, Santa Catarina | Brasil             | Hang Loose Santa Catarina Pro    | Mick Fanning   |
| 8 de diciembre - 20 de diciembre   | Banzai Pipeline, Oahu, Hawái  | Estados Unidos     | Rip Curl Pipeline Masters Hawaii | Bede Durbidge  |

## ASP WCT 2008
| Fecha                               | Lugar                         | País               | Evento                                       | Campeón       |
| ----------------------------------- | ----------------------------- | ------------------ | -------------------------------------------- | ------------- |
| 23 de febrero - 5 de marzo          | Snapper Rocks, Gold Coast     | Australia          | Quiksilver Pro Gold Coast                    | Kelly Slater  |
| 18 de marzo - 29 de marzo           | Bells Beach, Victoria         | Australia          | Rip Curl Pro Bells Beach                     | Kelly Slater  |
| 8 de mayo - 18 de mayo              | Teahupo'o, Tahití             | Polinesia francesa | Billabong Pro Teahupoo                       | Bruno Santos  |
| 24 de mayo - 6 de junio             | Tavarua / Namotu,             | Fiyi               | Globe WCT Fiji                               | Kelly Slater  |
| 9 de julio - 20 de julio            | Jeffreys Bay                  | Sudáfrica          | Billabong Pro South Africa                   | Kelly Slater  |
| 30 de julio - 10 de agosto          | Bali                          | Indonesia          | Rip Curl Search                              | Bruce Irons   |
| 7 de septiembre - 13 de septiembre  | Trestles, California          | Estados Unidos     | Boost Mobile Pro of Surf presented by Hurley | Kelly Slater  |
| 19 de septiembre - 28 de septiembre | Hossegor / Seignosse          | Francia            | Quiksilver Pro France                        | Adrian Buchan |
| 29 de septiembre - 12 de octubre    | Mundaca, España               | España             | Billabong Pro Mundaka                        | C.J. Hobgood  |
| 28 de octubre - 5 de noviembre      | Florianópolis, Santa Catarina | Brasil             | Hang Loose Santa Catarina Pro                | Bede Durbidge |
| 8 de diciembre - 20 de diciembre    | Banzai Pipeline, Oahu, Hawái  | Estados Unidos     | Rip Curl Pipeline Masters Hawaii             | Kelly Slater  |

## ASP WCT 2009
| Fecha                               | Lugar                         | País               | Evento                                       | Campeón          |
| ----------------------------------- | ----------------------------- | ------------------ | -------------------------------------------- | ---------------- |
| 28 de febrero - 11 de marzo         | Snapper Rocks, Gold Coast     | Australia          | Quiksilver Pro Gold Coast                    | Joel Parkinson   |
| 7 de abril - 18 de abril            | Bells Beach, Victoria         | Australia          | Rip Curl Pro Bells Beach                     | Joel Parkinson   |
| 9 de mayo - 20 de mayo              | Teahupo'o, Tahití             | Polinesia francesa | Billabong Pro Teahupoo                       | Bobby Martinez   |
| 27 de junio - 5 de julio            | Florianópolis, Santa Catarina | Brasil             | Hang Loose Santa Catarina Pro                | Kelly Slater     |
| 9 de julio - 19 de julio            | Jeffreys Bay                  | Sudáfrica          | Billabong Pro South Africa                   | Joel Parkinson   |
| 13 de septiembre - 19 de septiembre | Trestles, California          | Estados Unidos     | Boost Mobile Pro of Surf presented by Hurley | Mick Fanning     |
| 23 de septiembre - 4 de octubre     | Hossegor / Seignosse          | Francia            | Quiksilver Pro France                        | Mick Fanning     |
| 5 de octubre - 17 de octubre        | Mundaca, España               | España             | Billabong Pro Mundaka                        | Adriano De Souza |
| 19 de octubre - 28 de octubre       | Peniche                       | Portugal           | Rip Curl Search                              | Mick Fanning     |
| 8 de diciembre - 20 de diciembre    | Banzai Pipeline, Oahu, Hawái  | Estados Unidos     | Rip Curl Pipeline Masters Hawaii             | Taj Burrow       |

## ASP WCT 2012
| Fecha                               | Lugar                            | País               | Evento                                                | Campeón            |
| ----------------------------------- | -------------------------------- | ------------------ | ----------------------------------------------------- | ------------------ |
| 27 de febrero - 10 de marzo         | Gold Coast, Queensland           | Australia          | Quiksilver Pro Gold Coast                             | Taj Burrow         |
| 30 de marzo - 10 de abril           | Bells Beach, Victoria            | Australia          | Rip Curl Pro Bells Beach                              | Kelly Slater       |
| 23 de abril - 2 de mayo             | Florianópolis, Santa Catarina    | Brasil             | Nova Schin Festival WCT Brasil presented by Billabong | Jadson Andre       |
| 15 de julio - 25 de julio           | Jeffreys Bay                     | Sudáfrica          | Billabong Pro South Africa                            | Jordy Smith        |
| 23 de agosto - 3 de septiembre      | Teahupoo, Tahití                 | Polinesia francesa | Billabong Pro Teahupoo                                | Luis Hernan Flores |
| 12 de septiembre - 18 de septiembre | Trestles, California             | Estados Unidos     | Boost Mobile Pro of Surf presented by Hurley          | Bede Durbidge      |
| 25 de septiembre - 5 de octubre     | Hossegor / Seignosse / Capbreton | Francia            | Quiksilver Pro France                                 | Mick Fanning       |
| 7 de octubre - 18 de octubre        | Peniche                          | Portugal           | Rip Curl Search                                       | Kelly Slater       |
| 30 de octubre - 10 de noviembre     | Puerto Rico                      | Puerto Rico        | Rip Curl Search                                       | Kelly Slater       |
| 8 de diciembre - 20 de diciembre    | Banzai Pipeline, Oahu, Hawái     | Estados Unidos     | Rip Curl Pipeline Masters Hawaii                      | Joel Parkinson     |

- Datos: Q6141427